# Trattato di Manila (1946)
Il trattato di Manila, dal nome della città ove fu sottoscritto, fu il trattato di pace che pose fine alla dipendenza delle Filippine dagli Stati Uniti d'America. Venne firmato il 4 luglio 1946 dall'ambasciatore Paul V. McNutt, in rappresentanza degli Stati Uniti, e dal presidente filippino Manuel Roxas. L'accordo divenne effettivo negli Stati Uniti a partire dal 22 ottobre 1946, quando fu ratificato dal Senato.